# 猟人日記 (映画)
猟人日記（原題：Young Adam）は、2003年のイギリスのエロティックドラマ映画。デヴィッド・マッケンジー監督・脚本、ユアン・マクレガー、ティルダ・スウィントン、ピーター・マラン、エミリー・モーティマー出演。原作は、アレクサンダー・トロッチによる同名（Young Adam）の長編小説である。

## あらすじ
舞台は1954年のスコットランド。怠惰な流れ者ジョー・テイラーは、グラスゴーからクライド川を通じ、フォース・クライド運河とユニオン運河を経てエディンバラへと運航する荷船で働きながら、船主であるレズとエラのゴールト夫妻及び二人の幼い息子ジムと一緒に窮屈な船上で共同生活を送っていた。ある日、ジョーとレズは若い女の死体を水から引き揚げる。女はシュミーズのほかには何も身に着けていなかった。フラッシュバックによって、ジョーはその女、事務員のキャシー・ディムリーを知っていたことが明らかになり、彼女との関係を映した過去のシーンと現在のシーンとが交錯しながら物語は進行する。
キャシーの死体を発見した後、ジョーとレズはダーツ遊びをしに地元のパブへと赴く。だが、ジョーはレズを残して一人荷船に戻り、エラを口説き落とす。眠っているジムを起こさないよう、二人は曳舟道に出てセックスをする。そして、二人はこの後レズの目を盗んでは何度となく情事を重ねることになる。
過去、ジョーはキャシーと浜辺で知り合った。ある晩、二人は河岸で会って駐車中のトラックの脇でセックスをしていた。キャシーはジョーの子供を身籠っており、妊娠2か月であると打ち明けるが、ジョーは気にも留めずに歩き去ろうとする。走って追いかけようとしたキャシーは、シュミーズ姿のままよろめいて水中に落下した。ジョーは救助する素振りも見せず、キャシーが浮かび上がってこないことでパニックに陥って逃げ走る。
エラとジョーの情事に勘付いたレズは荷船から引っ越していく。荷船はエラが所有するものであったからである。エラとジョーはさらにその関係に耽溺する。ある日、エラは義理の兄弟が死んだとの知らせを受ける。ジョーは、エラとその姉妹であるグウェンの元を訪ね、何週間か自分たちと一緒に暮らすようにと荷船に招く。ある晩、グウェンが映画を見たいと口にしたのにかこつけて、ジョーはグウェンと二人で荷船を出てパブに赴き、何杯か引っ掛けてから路地でセックスする。
エラの望みは郊外に居を定めて暮らすことであり、荷船で地道に日々の仕事に目を配っているうちに、一度は奔放に燃え上がったジョーとの関係が結局醒めてしまう。ジョーは荷造りをして荷船を去っていく。
ジョーとキャシーは知り合ってから程なくして同棲を始めた。ジョーは作家志望で、タイプライターを叩いて日々を過ごし、外で働くキャシーがその生活を支えていた。だが、ジョーは慢性的なライターズ・ブロックに陥り、キャシーは無駄飯食らいのヒモ状態のジョーに不満を募らせていく。自分のことを利用していると非難したキャシーをジョーは殴打し、手製のカスタードを彼女の体にぶちまけてチョコレート等で順次トッピングを施した末に犯す。その後、ジョーは少ない荷物をまとめて出ていく。そして運河にタイプライターを投棄した後、ジョーはレズに会い、荷船での仕事をあてがわれたのだった。
ここで過去と現在が収束する。キャシーの気軽なデート相手だった配管工のダニエル・ゴードンが逮捕され、キャシーに対する殺人の罪で審理を受ける。ジョーは法廷に通い、その供述を傍聴する。ジョーは、良心の呵責から、ダニエルは犯罪と関わりがない旨のメモを書き、裁判所の警備員の目につく場所に残す。しかし、それは裁判手続に何の影響も与えなかった。ダニエルは有罪と認定され、絞首刑を言い渡される。自分の首が惜しいジョーは、キャシーが死に至った経緯を告白することもなく、どこへともなく去っていく。

## キャスト
- ユアン・マクレガー：ジョー・テイラー
- ティルダ・スウィントン：エラ・ゴールト
- ピーター・マラン：レズ・ゴールト
- エミリー・モーティマー：キャシー・ディムリー
- テレーズ・ブラッドリー：グウェン
- ユアン・ステュワート：ダニエル・ゴードン
- ジャック・マケルホーン：ジム・ゴールト

## 製作
撮影は、エディンバラ・ファルクリーク間をつなぐユニオン運河沿い、イースト・ロージアンのガレーンや、ウェスト・ダンバートンシャーのダンバートン、レントン及びクライドバンクのフォース・クライド運河、グランジマウス並びにパース・アンド・キンロスで行われた。
音楽はデヴィッド・バーンが作曲し、2003年に『Lead Us Not into Temptation』のタイトルでサウンドトラックがリリースされた。
本作品は、2003年第56回カンヌ国際映画祭のある視点部門で上映された。ほか、モスクワ国際映画祭、エディンバラ国際映画祭、テルライド映画祭、トロント国際映画祭及びアテネ映画祭で上映された後、2003年9月26日にイギリスで劇場公開された。興行収入は、イギリス国内で113万5673米ドル、全世界で256万1820米ドルである。
アメリカ合衆国における公開にあたり、アメリカ映画協会は、14秒間の口淫シーンを初めとした「露骨な性描写」が複数あるとして、NC-17にレーティングした。

## 批評・評価
レビューサイトRotten Tomatoesにおける本作品の評価は、レビュー123件に基づくレーティングが63％、平均評価が10点中6.3点である。その一致した評価として「不気味な雰囲気の作品で役者の演技が良い」とされている。
ガーディアンのフィリップ・フレンチは、「巧妙な構成の映画で、95分という短い尺の間終始飽きさせない造りだ。そこに見られる自然主義的な演技には非常に力があり、ティルダ・スウィントンは特徴的ともいえるさりげないパフォーマンスを披露し、ユアン・マクレガーは気さくな魅力を抑制している。だが、これは絶望感を滲ませた陰鬱な映画であり、登場人物とその悲劇を共に分かち合うというより、登場人物を哀れむ心境へと観客を誘うものである」と評した。
ニューヨーク・タイムズのA・O・スコットの評によれば、「ストーリーの進行は、あえてばらばらにされており、時間をまたいで予告なく前後に行き来する。そのため、出来事の意味とその関連性は回顧的に明らかになっていくことになる。これによって、不安で落ち着かないフィルム・ノワールを思わせる陰鬱な空気感が醸し出され、それは鍵となる複数の謎が明かされた後になってもなおこびりついている。その語り口、鬱屈した時代の雰囲気、控えめなデヴィッド・バーンの音楽、緻密な演技といったものもまた、ストーリーを実際より面白く見せている。ジョーはある意味かなり受け身なのだが、性的には貪欲であり、しかも抗い難い性的魅力を備えている……ジョーの性的側面は、昔の映画で許容されていた範囲と比べてより露骨な形で描写されているのだが、それがまた本作品が非常に古色蒼然としたものという印象を与える要因にもなっている。その男のナルシシズムについての捉え方は、エロティックな欲求を通じて表現されており、無批判なものであるばかりかいかにもわざとらしい。原作小説（やそれに類する多くのもの）に従い、主人公の身勝手さと挫折は、個人の制約の証拠というよりも人間の条件についての手がかりを提供するものである、と本作品は証明するというよりみなしている」。
ロサンゼルス・タイムズのマノーラ・ダージスの評によれば、「一人称で書かれた原作小説とは異なり、この映画では顕著に閉塞感が薄められ、また、個人の視点に重きが置かれていない。多かれ少なかれ、すべての出来事はジョーの目を通して発生するのだが、マッケンジーは、ヴォイス・オーヴァーを用いることはせず、『タクシードライバー』でマーティン・スコセッシがトラヴィス・ビックルの内面に入り込んだように登場人物の内面には立ち入ることはない。……ジョーというキャラクターに関し、結局謎なものとして原作小説が提示しているのに対し、マッケンジーはより口当たりがよく、曖昧でないアプローチをとる。マクレガーのキャスティングもまた、ジョーというキャラクターを和らげるのに一役買っている。たとえ抑圧され、親しみやすい笑顔がなくとも、この役者の持つ生来的な魅力が伝わってくるために、それが道徳的な空虚さに対する弁解として働いているのである。翻案という意味ではこのような相違は妥協であるが、ストーリーとしては総合的に見て改善されている。なぜなら、トロッチの実存主義には、ジャン＝ポール・サルトルほどの重みもジェームズ・M・ケインのようなパルプ・マガジンの楽しさもないからだ。マッケンジーは、トロッチの散文が持つそのような欠点を認識していたのかもしれないし、あるいは映画を興行的に失敗させたくないと思ったのかもしれない。どちらにしろ、マッケンジーは、原作小説の残忍さを、古典的な方法によって著しく緩和させている。すなわち、魅力的で人懐こげなスターを中心に配置し、暗く色褪せた黒と青のコントラストをなすカラーパレットを用いた美しい映像で取り囲んだのである。」

## 受賞とノミネート
英国アカデミー賞（BAFTA）スコットランドについて、本作品が作品賞にノミネート、ユアン・マクレガーがスコットランド映画主演男優賞、ティルダ・スウィントンがスコットランド映画、デヴィッド・マッケンジーが監督賞を受賞した。
マクレガー、スウィントン、マッケンジー及び本作品のすべてが英国インディペンデント映画賞にノミネートされた。
ディレクターズ・ギルド・オブ・グレート・ブリテン（DGGB）は、イギリス映画における傑出した監督としての功績により、マッケンジーをDGGB賞にノミネートした。マッケンジーは、エディンバラ国際映画祭の最優秀新作イギリス作品賞のほか、ロンドン映画批評家協会賞のイギリス国内新人賞を受賞。また、同賞については、本作品が作品賞、ユアン・マクレガーがイギリス国内俳優賞、ティルダ・スウィントンがイギリス国内女優賞、エミリー・モーティマーがイギリス国内助演女優賞、マッケンジーがイギリス国内監督賞及びイギリス国内脚本賞にノミネートされている。

## DVD
2004年3月29日、リージョン2のDVDがリリースされた。リージョン1のDVDはソニー・ピクチャーズ・ホーム・エンターテインメントから2004年9月14日にリリースされている。これはアナモルフィック・ワイドスクリーンフォーマットを採用したもので、 英語仏語の音声が収録され、仏語字幕が入っている。特典には、監督/脚本のマッケンジー、編集のコリン・モニー、プロダクション・デザイナーのローレンス・ドーマン及びティルダ・スウィントンによるコメンタリー、映画公開に先立ってカットされたユアン・マクレガーのナレーション並びに未公開シーンが含まれている。